# Intermediär (Genetik)
Als intermediär (von lateinisch intermedius ‚dazwischen befindlich‘) wird in der Genetik eine Art des Erbgangs bezeichnet, bei dem im äußeren Erscheinungsbild (phänotypisch) eine dazwischen liegende Mischform ausgebildet wird, wenn im Erbgut (genotypisch) zwei unterschiedliche Varianten (Allele) des gleichen Gens für verschiedene Ausprägungen eines Merkmals vorliegen (Heterozygotie).

Intermediärer Erbgang, wie er beispielsweise bei der Blütenfarbe der Wunderblume Mirabilis jalapa auftritt.
(1) Elterngeneration mit reinerbigen Anlagen (w/w oder r/r).
(2) F_{1} Generation: Alle Individuen sehen gleich aus, die „roten“ und „weißen“ Erbanlagen ergeben eine rosa Blütenfarbe.
(3) F_{2} Generation: Rote, rosa und weiße Blütenfarben treten in einem 1:2:1 Verhältnis auf.

Die meisten Tiere und Pflanzen haben einen zweifachen (diploiden) Chromosomensatz, der sich jeweils aus einem mütterlichen und einem väterlichen Anteil zusammensetzt. Daher können für ein Gen zwei Varianten (a,b) vorliegen, die sich voneinander unterscheiden (heterozygot). Liegen im Genotyp diese Allele einander gleich vor (homozygot), so erscheint im Phänotyp ein Merkmal entweder (a,a) mit der einen (A) oder (b,b) mit der anderen (B) Ausprägung. Hinsichtlich der Merkmalsausprägung bei heterozygotem Genotyp (a,b) kann dann zwischen mehreren Formen der Vererbung unterschieden werden:
Bei einem dominant-rezessiven Erbgang tritt nur das Merkmal (A) seitens des dominanten Allels (a) in Erscheinung, das seitens des rezessiven Allels nicht.
Bei einem kodominanten Erbgang werden vonseiten beider Allele jeweils die Merkmale (A und B) im Phänotyp unabhängig voneinander ausgebildet.
Bei intermediärem Erbgang hingegen kommt es zu einer gemischten Merkmalsausprägung, die von beiden Allelen her beeinflusst wird.
Beispielsweise zeigt eine Pflanze mit Erbinformationen sowohl für rote als auch für weiße Blüten bei intermediärem Erbgang rosa Blüten. Trägt hier nur eines der beiden Allele Informationen für ein bestimmtes Protein, das für die Bildung des Blütenfarbstoffes benötigt wird, so ist die Konzentration an Farbstoffen in der Blüte zumeist geringer als bei einem Individuum mit hierfür homozygotem Genotyp. Am Beispiel der Wunderblume (Mirabilis jalapa) beschrieb Carl Correns 1909 einen ähnlichen Zusammenhang und zeigte zudem für den Blattfarbstoff am Vererbungsmuster der Färbung (grün, weiß, variegiert) auch das Konzept der maternalen beziehungsweise zytoplasmatischen Vererbung auf.